# صفانية
قرية صفانية هي إحدى القرى التابعة لمركز العدوة بمحافظة المنيا في جمهورية مصر العربية. حسب إحصاءات سنة 2006، بلغ إجمالي السكان في صفانية 15049 نسمة، منهم 7572 رجلا و7477 امرأة.